# Upper Heyford (Oxfordshire)
Upper Heyford is een civil parish in het bestuurlijke gebied Cherwell, in het Engelse graafschap Oxfordshire met 1295 inwoners. Het dorp ligt iets ten oosten van de rivier Cherwell. Het woord upper onderscheid het dorp van Lower Heyford, wat ongeveer 1,6km stroomafwaarts ligt. De parochie is ongeveer 4km van oost naar west en 3km van noord naar zuid. In 1959 werd er gemeten, het gebied bedraagt dan 659 hectare. 

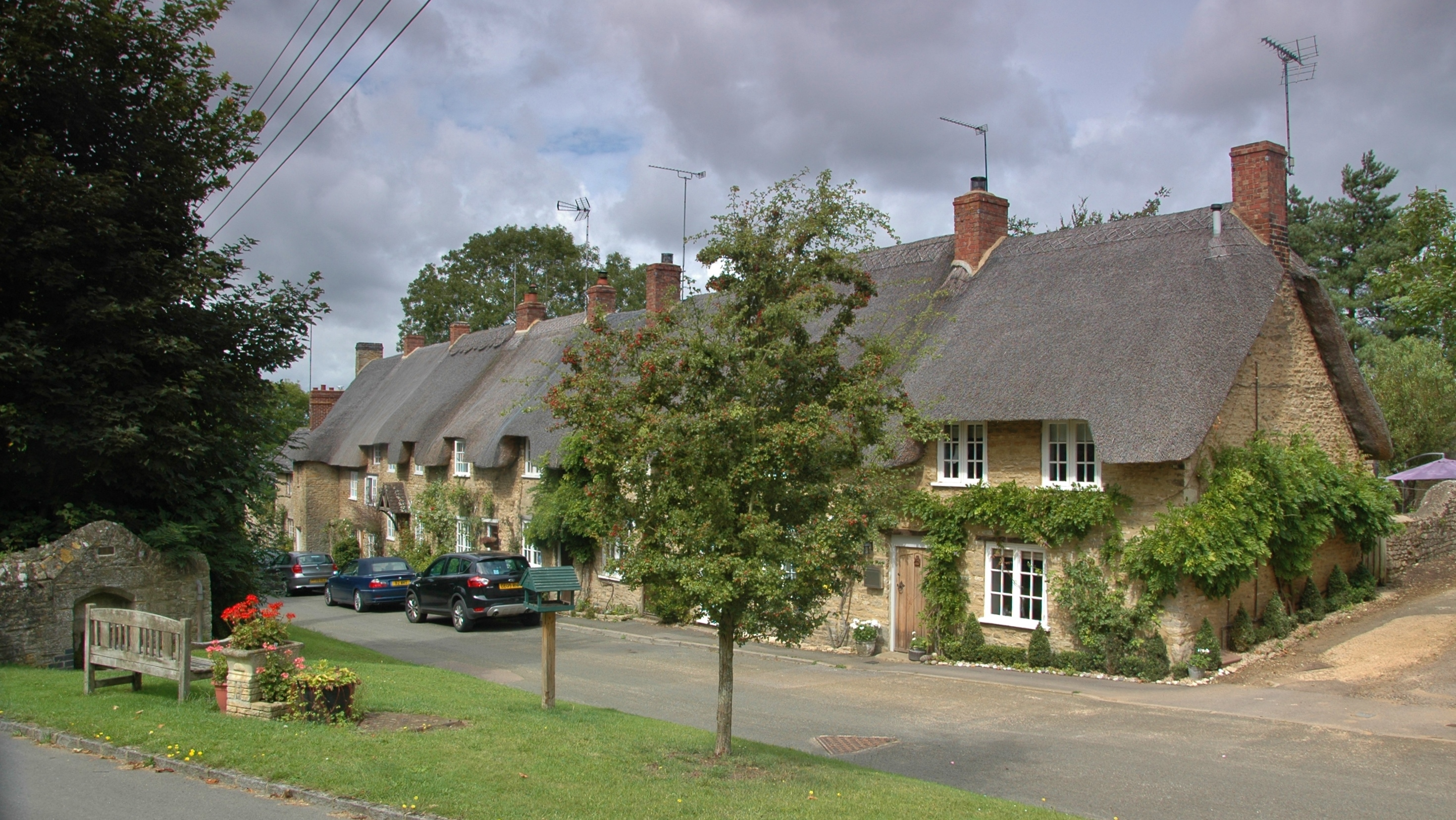
High Street
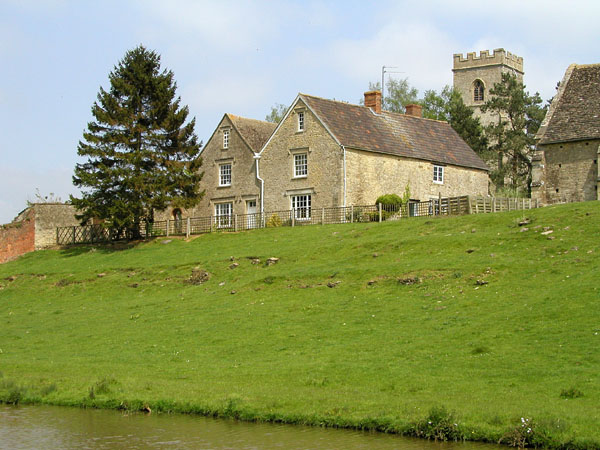
Upper Heyford